# 巴頓維爾 (伊利諾伊州)
巴頓維爾（英語：Bartonville）是一個位於美國伊利諾伊州皮奧里亞縣的城市。

## 地理
巴頓維爾的座標為40°38′43″N 89°39′37″W / 40.64528°N 89.66028°W，而該地的平均海拔高度為192米（即630英尺）。

## 人口
根據2010年美國人口普查的數據，巴頓維爾的面積為22.31平方千米，當中陸地面積為21.21平方千米，而水域面積為1.10平方千米。當地共有人口6471人，而人口密度為每平方千米290.05人。